# جوزپه کولوچی (بازیکن فوتبال)
جوزپه کولوچی (انگلیسی: Giuseppe Colucci؛ زادهٔ ۲۴ اوت ۱۹۸۰) بازیکن فوتبال اهل ایتالیا است.
از باشگاه‌هایی که در آن بازی کرده‌است می‌توان به باشگاه فوتبال هلاس ورونا، باشگاه فوتبال رجینا، باشگاه فوتبال مودنا، باشگاه ورزشی اولیاننسه، باشگاه فوتبال کیه‌وو ورونا، باشگاه فوتبال فوجا، باشگاه فوتبال آ.اس. رم، باشگاه فوتبال برشا، باشگاه فوتبال کاتانیا، باشگاه فوتبال دلفینو پسکارا، باشگاه فوتبال چزنا، باشگاه فوتبال بوردو، و باشگاه فوتبال لیورنو اشاره کرد.
وی همچنین در تیم‌های ملی فوتبال زیر ۱۷ سال ایتالیا و زیر ۲۱ سال ایتالیا بازی کرده‌است.